# 人間・失格〜たとえばぼくが死んだら
『人間・失格〜たとえばぼくが死んだら』（にんげん・しっかく たとえばぼくがしんだら）は、1994年7月8日から9月23日まで毎週金曜22:00 - 22:54に、TBS系列の「金曜ドラマ」枠で放送された日本のテレビドラマ。
それまで、一般的にはそれほど知られていなかったKinKi Kidsの知名度が飛躍的に上がったドラマであり、KinKi Kidsの共演作品として話題に上る事が多いため、彼らの初主演作とされる場合があるが、全編を通しての主演は赤井英和であった。
本作のキャッチコピーは『少年を殺したのは、どの愛か』

## 概要
名門私立中学校を舞台にした物語で、イジメ、体罰、虐待、自殺、父親の復讐、親子の絆などを描いた。大きく分けると、前半（第1話から第6話まで）が名門中学での誠への陰湿ないじめ問題を中心に描写、後半（第7話から最終回まで）は誠を殺した加害者たちに対する衛の復讐劇が中心に描写される。特に前半は過激ないじめや体罰描写が多く、倫理的・道徳的にタブーとされる話題を数多く扱ったことから、「過激で興味本位的な内容である」という視聴者からの批判が多かったという。
上記のような理由から、前半は視聴率面で苦戦（第2話は9.8%）したものの徐々に上昇し、平均視聴率は19.2%を記録。第6話以降は全話視聴率20%以上を記録していたが、序盤の低迷が響いて平均視聴率は20%を割った。しかし、最終回の視聴率は28.9%を記録して有終の美を飾った。
本作をきっかけに、アイドルとして活動していた堂本剛と堂本光一の二人は俳優として注目を集めることとなり、その後のブレイクに繋がった。赤井の連続ドラマ初主演であったが、当たり役となった。
本作と同じく野島伸司脚本のTBS金曜ドラマ（22時台）枠で放送された、1993年の『高校教師』、1995年の『未成年』と合わせて、一般的に「TBS野島三部作」と呼ばれる。

## ストーリー

### プロローグ
東京の進学校・修和学園中等部は、比較的裕福な家庭に育つ子供達が通う私立の名門男子校である。勉強熱心な生徒が成績トップを競い合う一方で、校内で飼育しているウサギが血を抜かれて惨殺されるなど、どこか影のある部分もあった。

### 私立の名門男子校への転入
中学3年生の大場誠は、ラーメン屋「なにわ亭」を営む父親の衛とその後妻である夏美と共に神戸から東京に引っ越し、修和学園の3年A組に転校してくる。素直で明るい誠は成績も優秀で、生活は貧しいながらも円満な家庭環境で育っていた。
誠は、同じクラスの影山留加と最初の友人になる。留加もまた優秀な生徒で他の生徒達からも一目置かれているが、その影では「ウサギ殺し」をイジメグループの中心で率先して行ったり、人に対して奇行を行って戸惑わせたり怒らせるなど精神的に不安定な一面や屈折した心を持っていた。そんな瑠加の態度に、人懐っこい誠も微妙な違和感を覚えるが、やがて心を開き留加との親交を深めていく。

### 誠へのイジメ～誠への不信～父子の絆
しかし、誠は間もなくイジメの標的になってしまう。ホームルームの場で、クラスで行われている「イジメ問題」に対して異論を唱える発言をし、周囲の反感を買ったからであった。特に、誠がクラスのイジメから助けた武藤和彦は、誠の成績優秀振りに激しく嫉妬して憎悪を抱いていた。また体罰をよく行う体育教師の宮崎信一は、写真部顧問の新見悦男が撮ってばらまいた自身の女装写真を誠に盗撮された物だと勘違いし、その後の新見の虚偽の報告もあり誠へ強い被害妄想を抱くようになる。さらに留加までも新見の策略がきっかけで誠を信じられなくなり、影で誠イジメへと転じるようになる。
誠が新見の標的になったのは、誠が新見の本の窃盗現場を目撃したためと、同性愛者だった新見が恋愛感情を向けていた留加が誠と親友になり、後に留加が誠へ淡い恋愛感情を持ったことにより、激しく嫉妬されることになったためであった。そして、新見は生徒や教師達、父の衛の憎悪が全て誠に向くように操作し、誠は同級生のみならず、体育教師や父親など周囲の全員から近親憎悪・無理解を受ける四面楚歌の状況へと追い込まれていく。
誠は武藤和彦をリーダー格とする同級生からの過激なイジメや、宮崎からの執拗な体罰に苦しむ。さらに、表向きは理解者を装う新見が、宮崎や生徒達の憎悪が誠へ向くよう陰湿な工作を繰り返す。一方、親友であるはずの留加は、深層では誠に想いを寄せるが、彼を助けることによってクラスの生徒達から報復される恐れから、誠と友人関係を続けつつもイジメから助けることはできていなかった。留加は一時はクラス担任の森田千尋と誠を守ることを約束し友人関係を続けようとするが、新見の操作した罠により誠への不信感が芽生え影からイジメに加担し始め、誠は留加に対しても次第に不信感を持つようになる。
また、不幸にも森田はおろか、唯一の理解者となり得るはずの父親の衛も、誠の異変が酷いイジメによるものであることを見抜けず、誠に暴力を振るったり、責めたりするようになった。これにより誠は心身ともに限界を迎え、ついには登校拒否になる。神戸の実母の墓で一人うなだれるように泣いている誠を見た衛は「元の学校に戻ろう」と提案、これを受け入れた誠と和解する。
誠は衛の言葉が励みになり、迷惑をかけまいと修和学園に通い続けることを選択するが、修和学園での誠へのイジメはますます苛烈なものになってしまう。登校早々イジメグループ達に屋上に連れてこられた誠は、イジメグループの一員でウサギ殺しの犯人が留加であったと知る。留加はウサギ殺しと同じように誠の血を注射器で抜くことを提案するが、留加は注射器を誠に刺す寸前で思い止まって刺すことができず、代わりに和彦が注射器を刺そうとし、避けようとした誠は屋上の足場の悪い屋根の上まで登る。追い詰められた誠の様子を見て正気を取り戻した留加は、危ないからこちらへ来るよう説得し手を差し伸べるが、人間不信に陥っていた誠はその手を拒否し、屋上から飛び降りてしまう。

### 誠の死の理由～父の復讐劇
誠が屋上から飛び降りた後、和彦達イジメグループの生徒はどうにかこの事件を自殺に見せかけ隠蔽しようとする。誠はその後病院へ送られ、一時は一命を取り留めたものの、容態が悪化し死亡してしまう。
衛は悲しみに打ちひしがれるが、誠が生前に神戸のガールフレンド・菱田涼に送った手紙により誠の死の原因がイジメにあることを知り、自分が知らなかった学校での事実と、自分が息子を信用せず無理やり学校に行かせていたことに愕然とする。その後、学校・教師・生徒を相手に誠イジメの犯人探しを始める。しかし、ことなかれの態度を取る校長の新藤、学校経営上の風評を危惧する教頭の羽柴、イジメていた生徒、同じくイジメていた体育教師の宮崎らは、何事もなかったかのように衛を冷たくあしらう。
しかしある日、衛は体育教師の宮崎が誠をプールで溺れさせている写真が自宅に送りつけられたことをきっかけに、体育教師の宮崎が誠に体罰を行っていたのではないかという疑惑を持つ。衛は宮崎を問い詰めるが、疑惑を否定する宮崎。しかし疑惑が事実であると直感する衛。衛は宮崎が校内のプールの脇で一人休憩している所に、岡持の箱で宮崎の額を殴りプールの中に投げ入れ、宮崎が誠に体罰した時と同じ方法で何度も水面に顔を沈め溺れさせ、殺害する。誠の死に関わる者が他にもいることを直感した衛は、誠の同級生・間中俊平を問いただし、誠イジメのメンバーを聞き出す。俊平は、メンバーの一人として留加の名前を口にする。しかし、留加は誠の死後、精神的なショックから昏睡状態に陥っていた。衛は、留加に復讐するために影山家に忍び込み留加の首に手をかけ絞殺しようとするが、昏睡状態の中、誠の名を呼んだことから手を緩め、留加の殺害を思いとどまった。
留加は昏睡状態を脱したものの、車椅子歩行で重度の記憶障害に陥って子供のような精神年齢になり、誠の名以外を全て忘れてしまった。母の小与は実家の田舎で留加をつれて暮らすことを決意し、町を去った。
プールの中に沈められていた宮崎の殺人事件はニュースになる。宮崎の死に疑念を持った警察の須藤刑事は、宮崎殺しの犯人として衛をマークし始めていた。衛は警察にマークされていることに気づきつつも、イジメていた関係者達への復讐を続ける。誠の死後早くから復讐に怯えていた誠の同級生の戸田哲雄は、森田に、誠に対するイジメがあったことやその先鋒が和彦だったことを告白し、森田は愕然とする。衛が誠の同級生の松野裕次を殺害しようとしたのを止めた森田は、体罰やイジメがあったことを裁判で公にすると衛に誓い、衛は復讐をやめ出頭することを決意する。須藤刑事に罪を告白した衛は、夏美には真相を自分の口で伝えたいと言い、一日の猶予をもらう。夏美に告白しようとする衛だが、夏美から衛宛に家に送られてきた封筒を渡される。中には誠の死の瞬間を収めた写真が入っていた。真の首謀者の存在を確信した衛は、写真を送りつけた犯人を探すために、警察から逃亡する。
裁判で証言すると森田に約束した裕次は、哲雄にも証言をもちかける。しかし、イジメグループのリーダー和彦が、裕次と哲雄への口止めに入る。屈服する哲雄に対し、裕次は和彦達に歯向かう。しかし、その日から誠の死後のイジメのターゲットとして、裕次は執拗なイジメを受けるようになる。和彦に脅され、自分の将来の不安をことさらに煽られた哲雄は、イジメの事実の証言の約束を無かったことにさせられた上、自身もやはり和彦の圧力によって裕次イジメに加担させられた。裕次イジメはエスカレートし、裕次は屈辱的なイジメを受けた上に和彦から自宅の家業への圧力を仄めかされ、口をつぐんだ。その後、大場家に赴いて誠の位牌を拝みにいくも、裁判で証言できないのにもかかわらず許しを請うたことで夏美を激高させてしまう始末であった。これらのことに耐えられず、体育館倉庫内で首吊り自殺を図るものの、改心を認めた衛からは「誠は許すよ」と声をかけられ救出された。一方の森田も、イジメの事実の追及に奔走するものの、校長、教頭、同僚教師の村田志穂、米田太一らの冷ややかな態度を前に、事実上その追及の手は阻まれることとなる。

### 事件の黒幕の存在
写真部顧問・新見は、直接的に誠のイジメや体罰などに加わることはなかったが、生徒や教師達、衛の精神を操り、憎悪が誠に向けられるよう背後で操作していた黒幕であった。留加の誠に対する愛情を不信感に変えるように操り、体育教師・宮崎の誠への体罰の暴走を陰から操り、また他でもない誠と衛の親子の信頼関係を引き裂くように操作した張本人であった。彼は時に写真というツールを使い、時に言葉巧みな演技を使い、すべての人間の感情を誠への憎悪へと転化させていた。その原動力は、留加への想い、そして留加が想いを寄せた誠への嫉妬心、誠に自身の窃盗現場を見られたことにより、結果的に誠に弱みを握られている不安感からだった（誠自身は誰にも言わないと言ったにもかかわらず）。しかし新見の暴走は誠の死後もとどまることを知らず、より一層加速していった。次第に病的な精神状態の炸裂によりクライマックスを迎える。新見は刺激的な写真を盗撮しコレクションすることに喜びを感じ趣味としていて、より刺激的なシーンを写真で切り取りたいという異常な欲求に取り憑かれていた。まず衛の自宅に宮崎による誠への体罰の証拠写真を送りつけ憎悪を引き出し、衛に宮崎を殺害させ、その現場を盗撮する。衛には天国の誠が敵を討ってくれと言わんばかりに写真を送ってきたと錯覚させた（後に冷静になって、善意ある人間が見るに見かねて送ってきたと思うようになった）。それでも欲求の収まらない新見は、遂には衛の自分への憎悪を引き出し、黒幕は新見自身だということを認識させ、自分を殺害させようとする。思った通りに衛が自分を殺しに来た時、人が人を殺す瞬間の顔を収めた「究極の写真」を撮影するため、新見は自分の首を締め上げる衛の顔に向けてカメラのシャッターを切り続ける。しかし森田が途中で衛を止めに入り、殺害を思いとどまるよう説得され、新見の殺害は未遂に終わった。

### エピローグ
衛は、宮崎の殺人及び俊平の殺人未遂容疑、新見の殺人未遂の現行犯で逮捕される。ことの全てを背後で操っていた新見であるが、司法の手は何の裁きも彼に加えることはできないが、自身の首を締め上げる衛を写した写真のフィルムは、森田によって現像不可能になり、また、これまでの数々の事件の現場を収めた写真とネガもシュレッダーに掛けられてしまう。
その後、誠をイジメていた和彦は、誠の幻影に怯え続け発狂し、母親をカッターで切り付けてしまう。
森田は全校集会で「すべての心無い人が誠を殺したということ。他者を傷つけることで生きている実感を持とうとしているのではないかということ。そして、自分を愛するように他者も愛して欲しいと」と発言。だが、他の教師らは無責任にも聞くなと言わんばかりに生徒を退場させ、少数の生徒しか残らなかった。拍手で森田の意見に賛同するその中には、誠らしき幻影の姿もあった。
人影の少ない駅のプラットホームにたたずむ新見。婚約者の森田も留加も自分から離れて行き、コレクションしていた写真も無くなり、なにもかも失った新見は、手元にたった一枚だけ残った「宮崎を殺そうとしている衛」の写真を眺めていた。その時、彼が何者かの手に押され線路に転落した直後、プラットホームに進入してきた列車に轢き込まれ、そのまま轢死した。
それから7年後、巡回中の須藤は、小学校の教師として、生徒たちと楽しそうに過ごしている森田を見かけるが、過去の悲しい出来事を思い出させまいと、声をかけずに見守った。一方、刑務所から出所した衛の前に野球のユニフォームを着た少年が現れる。その少年の名前は「大場学」、衛と夏美の息子であった。夏美は刑務所に入った衛を出所するまで待ち続けていた。夫婦の再会と親子の初対面で幕が閉じる。

## 登場人物

### 大場家
大場 衛〈35〉
演 - 赤井英和
誠の父。前半は誠の父としての描写が多いが、後半は彼を中心に物語は展開する。猪突猛進で融通が利かない面があり、誠に手をあげることがあるが、基本的には明るい性格で後妻である夏美、息子の誠との家族仲は良好。誠は性格も成績も良く、自身には勿体無いと思う程の自慢の息子である。
誠の母で先妻の幸江は既に他界。現在は後妻の夏美と誠の三人暮らし。
神戸から東京に転居後、大田区蒲田本町にラーメン屋「なにわ亭」を開業する。実業団「関西鋼管」の野球チームに所属してオリンピックに出た事もある花形選手だったが、怪我による離脱をきっかけに出場機会を失い引退に追い込まれた事から「身体は年を取れば錆びつくが、知識は錆びつかない」という考えを持ち、誠に対し教育熱心な父親として接する。しかし、周囲の陰謀などもあり誠がイジメに遭っていることに気づけず強引に登校させようとし、カメラの窃盗容疑と和彦の腕を骨折させた濡れ衣を着せられた誠の言い分も信用出来ず、誠を益々追い込むこととなってしまう。しかし紆余曲折の末、神戸の先妻の墓の前で誠と和解。しかし翌日、意を決して登校した誠がイジメの末に死亡してしまう。
誠の死後、菱田へ宛てた誠の手紙により、具体的な事実や名前は書かれておらず曖昧な表現であったものの、校内での誠への悲惨な体罰やイジメがあったことを初めて知ることになり、誠を信じなかったことと、勉学に励ませるために殴って無理やりでも学校へ行かせようとしたことを激しく後悔し、悲しみに暮れる。その後、学校で誠の骨箱を抱え「校内でイジメはなかったのか」を生徒や教師に聞きまわったが、煙たがれ相手にされることはなかった。しかし後日、『誠が宮崎から体罰を受けていた瞬間の写真』を新見が自宅に送りつけたことにより、次第に誠が校内で行われていた事の真相を知り始め、誠をいじめていた者達への殺人による復讐を開始する。
誠に体罰を行っていた宮崎を殺害。さらに手紙に書かれていた内容から、複数人からイジメを受けていたことを把握し、誠イジメのグループの生徒達の存在を特定し一人ずつ殺害しようとする。しかし、追われる衛から逃げたイジメグループの生徒がバイクに轢かれる、誠の担任の森田の説得で生徒を絞殺寸前で断念する等、さまざまな理由で未遂に終わる。徐々に宮崎殺害の犯人として警察からマークされ始めていることに感づきながらも復讐を実行しようとするが、森田からクラスでの誠へのイジメを公表することを約束された事で、復讐をやめて警察に自首する事を決意する。その前に夏美に全てを打ち明けようとするが、自宅に送りつけられた『誠の死の瞬間』の写真を見た時、誠を助けることなく写真を撮り続け、イジメを背後で操っていた黒幕が新見であることを確信する。新見の殺害を決意し、一度は自首を決めたものの夏美にも行方を告げずに行方不明となり、警察からは指名手配犯となり追われる身となる。
自分を必ず殺しに来るであろうと考え校内のプールサイドで衛を待ち伏せしていた新見と最後の対決となり、衛は新見の首を締める。現場にかけつけた森田から「罪をこれ以上重ねてほしくない」と必死の説得されるも首を締める手を止める事はなかったが、プールの水面に衛の名前を呼ぶ誠の幻覚を観て、死亡前日の誠の言葉と笑顔を思い出した事で新見の首を締める手を緩め殺害を寸前で断念。現場に張り込んでいた警察により現行犯逮捕される。その後は刑務所で7年の刑を終えた後に夏美と再会し、誠の異母弟となる学と出会うことになる。
大場 夏美〈25〉
演 - 横山めぐみ
衛の後妻。誠から見れば継母となる。独身の頃はディスコのお立ち台ギャルだったこともある模様。明朗快活で心優しい性格だが、誠の部屋に入り、誠のガールフレンドからの手紙を勝手に読んだり、誠の前で短パンやキャミソールなど露出の高い格好をするなど、悪気はないものの少々デリカシーにかけた面がある。誠の理解者となろうとするが立場上、周囲の陰謀により無理解となった衛に代わることが出来ずジレンマを抱える。誠の死後、松野から自身がイジメグループの一人であることを謝罪されたが、イジメがあったことは公に出来ないと発言された時は激怒し、考え直すように説得した。復讐のために殺人者となった衛から離婚届を渡されるも、それを拒否。その後衛の店を守りながら、女手一つで衛が服役中に生まれた学を育て、出所後の衛と再会を果たした。なお、彼女が衛を呼ぶ時に使うニックネームのガッチャンは、衛が現役時代にホームランでバックスクリーンのカメラを破壊した試合の翌日の新聞の見出し記事から来た物。
大場 誠〈15〉
演 - 堂本剛
父の衛、義母の夏美と共に神戸から東京へ引越し、進学校である修和学園中等部3年A組に編入。衛の自慢の息子であり、勉強は家での自習だけだが非常に成績優秀であり、正義感も強く素直で明るい性格。体育教師の宮崎曰く運動神経も良く、ナンパしてきた女からはルックスも良いと言われており、人間的に非の打ち所がない。神戸の中学ではクラスの人気者であり、内申書も非常に良かった。
父親の衛との関係は基本的に良好であり、継母の夏美に対してはたまに遠慮や他人行儀な面はあるものの、悪くはない距離感で過ごしており、裕福でなくとも明るい家庭で育った。これは、裕福な家庭が多いものの家庭環境に難が多い、修和学園の生徒や教師達と正反対の家庭環境で育ってきたとも言える。実母の幸江は既に他界している。
修和学園編入早々、同じクラスの武藤和彦をイジメから助け、クラスでの和彦へのイジメを全員の前で糾弾した。しかしその出来事でイジメグループから反感を買った事や体育教師の宮崎の勘違い、また社会科教師・写真部顧問の新見からの勝手な嫉妬が原因で、落ち度が全くないのにもかかわらずクラスでの新たなイジメのターゲットとなり、教師からも執拗な体罰を受けることになる。そして塾や家庭教師に勉強を教わらずとも、テストで転入早々学年1位を取ったことにより、イジメから助けた和彦からも嫉妬されるようになった。さらに新見の巧みな策略で、無実であるにもかかわらずほぼ全ての人間から憎悪を向けられるようになり、次第に孤立し追い詰められていく。
自身へのクラスからのイジメや、体育教師である宮崎からの体罰の内容はエスカレートし悲惨さを極めてゆき、唯一の安らげる存在であった父の衛にも、新見の巧妙な策略で信用されなくなり、当初はよく笑う明るい少年だったものの、次第に口数が減り暗い表情になっていった。
精神の限界を超えつつあった時に、唯一自分と普通に接してくれる担任の森田に『僕は殺される』というメモ書きを森田の本にひそかに挟むものの、新見に阻まれ誠の『SOS』は伝わることはなかった。次第に体調も優れなくなってしまい、嘔吐を繰り返すようにまでなっていた。誰にも信用されず、「自分だけが何故こんな思いをしているのか」と思い、登校を拒否し実母が眠る神戸の墓を訪れる。
一人で実母の墓のとなりでうなだれるように眠っていた所、誠を探しにきた衛に「元の学校へ戻ろうか」と言われて泣き崩れ、衛と和解。しかし「東京のラーメン屋を畳むと借金が残るから」と、衛に迷惑をかけまいと東京で現在の学校に通うことを選択する。翌日、衛に見送られ、誠は衛に笑顔を見せ意を決して登校するが、屋上で留加らイジメグループの生徒達からのイジメの末に屋根まで追い詰められ極限状態になり、屋根から飛び降りた。一命を取り留めるも、やがて容態が悪化し亡くなる。衛は、誠の死直後は自分が無理やり登校させようとした事を悔いて涙に暮れていたが、誠が生前に神戸のガールフレンドである菱田涼へ書いていた手紙の内容から、衛は具体的な事実は書いていないもののイジメがあったのではないかと考え、やがて真相を知った衛の復讐劇へと話は大きく展開していく。
最終回において、森田が全校集会で誠の死から生じたメッセージを伝えた時、体育館で聞いている生徒の中の一人に誠らしき幻影が現れ、刑務所で服役中の衛の前にも幻影として現れた。
尚、第一話から毎回流れる冒頭と末尾の謎のナレーションは、誠が前述のガールフレンドであり文通相手の菱田へ宛てた手紙の内容である事が誠の死後に判明する。手紙の内容から、衛のことを誇りに思っており父のように誰にでも平等に優しく困っている人がいれば助けてあげることを信条としており、将来は父のようになりたいと思っていた。前述の冒頭、末尾のナレーション、ドラマのサブタイトルも誠のことを表しており、ストーリーの中心人物として描かれている。
大場 学〈7〉
演 - 善家尚史
衛と夏美の息子（誠の異母弟）。衛の服役中に生まれ、母と共に父の帰りを待ち続けた。野球をしており、出所した衛と野球のグラウンドで初めて出会う。

### 修和学園中等部

#### 教職員
森田 千尋〈23〉
演 - 桜井幸子
誠の担任教師（大学を卒業直後、修和学園に採用されている）。美人だが少々鈍くさい面があり、よくぶつかったり転んだりする。当初は眼鏡をかけていたが、写真部顧問で交際中の新見に眼鏡を外した方が綺麗だと言われ、以降は眼鏡を外して登校するようになる。心優しい性格で、誠を理解しようとするが、新見に知らず知らずのうちに操られてしまう。誠が唯一校内で『SOS』を伝えた人物だが、新見に阻まれ、イジメや体罰があったことは誠が亡くなった後、復讐に怯える哲雄から全てを打ち明けられるまで認めることができなかった。後に誠の死の真相を知るも圧力により公表は許されず、結婚を理由にした退職へと追いやられる。学園を去る直前に事件の黒幕であった新見へ絶縁状を叩きつけ、全校集会で誠の死から生じたメッセージを伝えた。最後まで聞いていた生徒は数人しかいなかったが、その中には誠の幻影らしき人物も座っていた。7年後には小学校の教師となっており、再び眼鏡をかけるようになり、セミロングのヘアはショートカットに変化していた。尚、冒頭のナレーションは誠が神戸の文通相手の手紙に書いた内容を、森田が代読する形となっている。
宮崎 信一〈42〉
演 - 斎藤洋介
学年主任の体育教師。過去に数回見合いに失敗しており、その事を後述の村田から馬鹿にされる場面がある。容姿等へのコンプレックスが強く、粗野な性格の人物。元々授業で八つ当たり同然の指導を行うなど乱暴な人物であったが、新見の罠に掛かり、見合いの失敗からストレス発散で行った女装を盗撮され、その様子を収めた写真をばら撒かれて恥をかいた件で、誠が犯人と誤解し恨みを抱き、誠に執拗に体罰を振るうようになる。誠が危篤状態になった際には衛に菓子折り持参で「誠を心配する教師」を装って機嫌を取ろうとし、誠が亡くなったことを知った時は自身が体罰を行っていたことを口外される心配がなくなったため、安堵のあまりトイレの中で大笑いした。真相を知ろうとする衛を「賠償金目当てのパフォーマンス」と貶すが、新見からの誠の手紙を知らされると以前同様に機嫌を取ろうとした。衛から体罰の証拠写真を突きつけられ謝罪を要求されるが、「でっち上げだ」と一蹴してしまう。やがて誠への体罰を行った学園内のプールで衛に襲われ、命乞いするも、岡持で殴られた末に溺死させられた。それは奇しくも、自身が誠に行っていた体罰と同じ方法で惨殺されるという、因果応報を絵に描いたものであった。遺体は1学期終業式の最中に、プールの排水溝に引っかかっていたところを発見された。
新藤校長
演 - 奥村公延
職員会議でよく居眠りや空気を読めない発言をする。
羽柴教頭
演 - 中丸新将
学校の評判を気にしており、イジメなど学校の不祥事をもみ消そうとする。
村田 志穂
演 - 山下容莉枝
森田に対して「クラス担任をさせなければ良かった」等、嫌味を言ったり、他人を小馬鹿にしたりする。
米田 太一
演 - 山崎一
英語教師。幼児教育に必要なのは英語のヒアリングだけで十分だと語っている。村田ほどではないが、嫌味な発言が目立つ。
新見 悦男〈28〉
演 - 加勢大周
修和学園の社会科教師であり、誠と留加が所属する写真部顧問。両親を亡くし、年の離れた姉に育てられた。森田と婚約している。表向きは正義感が強く爽やかな印象で、登山を趣味としている。裏の顔は窃盗癖の持ち主にして同性愛者であり、イジメや体罰の現場や殺害現場や人の情事などの刺激的な写真を撮ることが趣味の盗撮魔。自身はこれを芸術性の高い趣味だと思っている。本屋での窃盗をたまたまその場に居合わせた誠に見られたことをきっかけに誠への嫌がらせを開始する。自身が愛情を寄せていた留加が誠に愛情を寄せ始めたことに嫉妬し、背後で教師や生徒達が誠に憎悪を向けるように操り、誠を孤立させてイジメをエスカレートさせていった黒幕。
留加の中学1年、中学2年の時の担任であり、自身と留加は境遇や感情が似ていると感じている。また、留加が自分たちとは正反対の性格の森田に執着する理由が自分にはよく分かる、と語っている。
イジメや他人が力に屈する様を眺めることが好きで、他人を裏から扇動して巧みに操り、自己の欲求を満たそうとする謀略家。誠の死後は、衛に誠イジメや体罰の現場の写真を次々に送り憎悪を煽り立てた。”もっと芸術性の高い写真を撮りたい”という欲求はピークに達し、『他人が新見自身を殺そうとする寸前の究極の写真』を撮るために、衛に黒幕が自身だとわざと気づかせる写真を送り、自身を殺害させようと仕向ける。その結果、新見の思い通りに衛は動き、新見を殺害しようとするが、衛が殺害寸前に誠の幻覚を見たことで手を緩め、殺害は未遂に終わった。
衛の逮捕後、新見は森田から絶縁され、コレクションのフィルムと写真は「宮崎を殺そうとしている衛」以外をシュレッダーにかけられ処分されてしまう。その後、駅のホームでたった一枚手元に残ったコレクション写真を眺めている時に、何者かの手により線路へと突き落とされ、轢死した。この手が誰のものであるかは明かされていない。その正体については、ドラマ視聴者に考えを委ねる形が取られている。

#### 3年A組
影山 留加〈15〉
演 - 堂本光一
誠の同級生。写真部員。父は4歳の時に亡くなり、幼少期は祖父母とともに暮らしていたが、小学校にあがる頃に母との生活を始めた。母一人子一人の家庭だが、母は小さなバーを経営しており金持ちのパトロンがいる為、金銭面では不自由なく高層マンションに暮らしている。大場夫妻からは「留加（るか）」という名前から、「イルカ（君）」と呼ばれる。朝の登校時、他校の女生徒数人からラブレターを渡されておりモテる描写があるが、女生徒達が去った直後に駅のゴミ箱に無表情でラブレターを捨てており、女生徒達の好意に全く興味がない様子が見受けられる。
普段は塾に通って勉強している。それまで学年1位の座を守ってきた成績優秀な生徒だが、転入生の誠に初めてテストで学年1位の座を奪われ、誠に対して一目置くようになる。
転入生の誠に校内を案内したことを機に最初の友人となり、誠の家族からも仲良くされる。誠と二人の時や校外では友人のように接するものの、裏の顔は校内で問題になっていた「ウサギ殺し」の主犯格で、他の生徒からも一目置かれるイジメグループの影のリーダー格でもあった。
誠には直接的に危害を加える描写はないものの、クラスの生徒達からの誠イジメが行われている時は、自身も標的にされる事を恐れて見ているだけで助けることはなかった。また、誠がイジメグループから暴力を受けてる時に、誠が朦朧とする意識の中で自分に暴力を振るったイジメグループの顔を一人一人見た時にその中に留加の顔を見ており、誠に見せる表の気さくな顔、イジメグループの一員としての裏の顔と、二面性のある人間性も見られる。
幼少期は祖父母に預けられたせいか、近年まではあまり母と話すことも笑うこともなかったと留加の母の口から語られている。性格に屈折した面が見られ、母と母のパトロンとの情事を盗聴・録音しパトロンを脅したり、パトロンの高級車を無言でいきなり何度も傷つけ一緒にいた誠にも強要しようとしたり、「頭の中にハエがいるんだ」と半狂乱になるなど、精神的に非常に不安定な面が見られる。また、担任の森田を盗撮し森田自身に毎日その写真を渡すという奇行も行っていた。そのため、森田に恋愛感情があると思われていたが、この行動は自分とは正反対の無垢で真っ直ぐな性格である森田に執着することで、心のバランスをとるためのものだった。
社会科教師の新見は、留加が1年生、2年生の時の担任であり写真部の顧問でもある。留加が1年生、2年生の時に新見と恋人のような関係であったが、後に二人の関係が破綻したこと、別れたことにまだ未練があるということを、物語の後半で精神が波状した留加の目の前で新見が語っている。現在は生徒と教師の関係ではあるが、関係が破綻した後も新見からは愛情を向けられている。
次第に同性である誠を愛するようになり、森田に誠を守ることを約束、以前のように二人きりの時だけ友人という関係はやめ、クラスの中でも友人として付き合うようになる。
しかし留加が誠を愛しはじめた事に気づいていた新見の策略によって、誠の机から母の顔とヌードグラビアのコラージュ写真（誠を貶める為に新見が作成し、誠の机に仕込んだ物）を見つけて以降は、誠に愛情と不信が交錯した、複雑な感情を持つようになる。その結果、更に精神不安定な状態になり、側にいた同じイジメグループの武藤の腕を暴力で折り、その犯人を誠がやったように仕立て上げ、自らも誠のイジメに加わるようになる。
屋上で誠が死亡した事件でも、屋上に誠を呼び、注射器で血を抜くことを提案したのは留加本人であり、途中で思い直して止めたものの、誠の死の要因の一つとなる。誠の死後に新見が黒幕である事に気づくが、逆に新見から「誠の死亡の要因は全て君だ」という巧みな話術に操られ、精神が破錠して自殺未遂まで起こす。寸前で坂元に助けられるが、意識を失ったまま、昏睡状態となってしまう。同時期に、誠の死に関わっていたイジメグループの生徒達の名前を知った衛から絞殺されそうになるが、その際、意識のないまま誠の名前を呟いたために、衛が思い止まり未遂となった。
目覚めた後は幼児退行し、全てを忘れてしまった。しかし誠の名前だけは覚えており、飼っているハツカネズミに誠と名づけた。その後、母の田舎で療養生活を送ることになり引越しをした。
武藤 和彦〈14〉
演 - 黒田勇樹
誠の同級生で医者の息子。裕福な家庭が多い生徒達の中でもとりわけ裕福であり、立派な門構えの邸宅に住んでいる。教育熱心な母に育てられ家庭教師に毎日勉強を教わっており、学年トップを取るよう常に言われている。しかし直近の成績は学年3位で、誠と留加の成績を超えることは出来ないでいる。外見はボブのワンレングスで中性的な見た目で物語序盤は非常に弱気な少年であり、修和入学当時からイジメのターゲットにされていた。「ウサギ殺し」の犯人に仕立てあげられ、ウサギ小屋に閉じ込められてる所を通りかかった転入生の誠に助けられ、誠に家のラーメン屋に招待される。しかしその場で誠に金を渡して自分と仲良くしてくれと相談した時は、「君とは仲良くなれそうもない」と激怒されてしまう。
その後、誠がクラスでの和彦へのイジメを全員の前で糾弾した時には一人だけ拍手していたが、次第にクラスのイジメのターゲットが自身から誠に変わると、イジメグループから誠をイジメるように命令されるようになり、鉄の塵取りで殴る、高級万年筆が盗まれた犯人を誠に仕立て上げるなどのイジメを行うようになる。さらに、毎日家庭教師に張りついて勉強しても学年トップが取れない自分に対し、誠は家庭教師にも塾にも通っていないのに、学年1位の成績を取っていることを知って激しく嫉妬する。これを機に、イジメグループの中でも誠イジメの急先鋒に転じる。
ウサギ殺しの時と同じように注射器で誠の血を抜こうと留加がイジメグループと計画し実行しようとするものの、留加や他の生徒達は寸前で怖気づいて思い止まったが、和彦は誠の血を抜こうと注射器を誠の腕に突き立て怯えさせ、屋上の屋根に追い詰めた。屋上の屋根から誠が落下して動かなくなった直後、他のイジメグループの生徒達は誠が自分達がイジメの末落下した事がバレるのを怯えていたが、和彦は悪ぶれることなく誠の靴を脱がせて屋上に置き、誠が自ら望んで自殺したように仕立て上げた。その後も、父の権力と金で生徒達を懐柔して増長していった。
誠の死、留加の長期欠席でついに学年トップの成績を取り、イジメグループではリーダー格になっていった。誠の死後も悪びれることはなく、グループのメンバーには誠イジメの真相を口止めするように命じていた。さらに松野が改心して全てを打ち明けようとすると、今度はイジメのターゲットを松野に変え陰湿なイジメと脅迫を行っていく。しかし、終盤は自らも誠の影に怯えるようになり、勉強やテスト中に不可解な言動を繰り返したりと勉強に集中出来ず精神が序々に破綻していき、ついには成績を学年113位にまで落とし成績順位は学年の中でも下位に転じた。最終回は自室の中で誠の幻影に怯えてカッターを振り回してカーテンをズタズタに裂くまで精神が破綻し、部屋に入ってきた母親をいきなりカッターで切り付ける凶行に及んでしまう。尚、イジメグループのメンバーで彼だけが衛に殺害されそうになることはなかった。
松野 裕次
演 - 反田孝幸
小柄な体格な幼い見た目をしているが、その積極的なイジメ発言や行動から、イジメグループのリーダー格と思われたが、同じグループの留加の命令には従っていて、彼に憧れていたらしい。父親は医療機器を扱っている。
誠の死でイジメの事実が闇に葬られ安堵していたが、誠の手紙の存在により自分達イジメグループの存在が明るみに出ないか怯えていた。留加が引っ越すことになった際はひとり彼の自宅を訪れた。衛に殺害されかけたが、森田の衛への説得で命を救われる。その後改心しイジメの告発を決意するが、イジメグループから裏切り者呼ばわりをされた挙句に、新たなイジメのターゲットとなり、病院の医者の息子である和彦からは父親の医療機器販売の商売のことで、医療機器を販売出来なくなるように脅されてしまう。大場家を訪れて誠イジメを謝罪するものの、「誠をイジメていたことを認めるが、公には出来ない」と許しを乞うが、夏美から「卑怯だ」と一蹴される。精神的に追い詰められロープで首を吊ろうと自殺未遂を起こすが、衛により止められた。その後、転校。
戸田 哲雄
演 - 小橋賢児
イジメグループの一員。詳細な家庭環境は不明だが普段は塾に通って勉強している。誠の死でイジメの事実が闇に葬られ安堵していたが、誠の手紙の存在により自分達イジメグループの存在が明るみに出ないか怯えていた。また宮崎殺し事件は「誠の亡霊」が行っているものと考えるようになり、誠（衛）の復讐に怯えていた。登下校や夜中に塾に通っている所を背後から衛につけ回され、それが「誠の亡霊」だと思っていた。それに耐え切れず、森田にイジメを打ち明けるも和彦に圧力をかけられ、裕次イジメに加担させられてしまう。
間中 俊平
演 - 国分博
イジメグループの一員。家庭環境は不明だが劇中には両親が登場。誠の死でイジメの事実が闇に葬られ安堵していたが、誠の手紙の存在を知り、自分達イジメグループの存在が明るみに出ないか怯えていた。イジメの事が書かれた誠の手紙を盗みに大場家に入った際に、夏美に顔を引っ掻かれ手紙は盗めず失敗に終わる。手紙を盗もうとした人間の顔の傷を頼りにイジメグループを探していた衛に手紙を盗もうとしたイジメグループの一人だと確信され、人気のない川岸まで連れていかれ、クラスの生徒名簿を片手に誠を苛めていた生徒を白状するように怒鳴りながら脅される。屈強な衛に怯えて失禁しながら誠イジメに関わっていたメンバーを「武藤 和彦・松野 裕次・戸田 哲雄・影山 留加」と名簿を指差しながら白状する。誠の友人だと思っていた留加の名前が出た衝撃に呆然として動けなくなった衛の隙をついて命からがら逃げ出したが、道路に飛び出したその直後にバイクに轢かれる。危篤状態だったが、最終回で意識が戻ったことを夏美から衛に伝えられた。
他の生徒
演 - 柏原収史、三宅健、大崎晃一
大半の生徒はイジメグループと一緒になって最初は和彦を、途中からは集団で誠をイジメていた。

### 生徒の家族
武藤 妙子
演 - 山村美智
和彦の母。教育熱心だったが、のちに精神破綻した息子にカッターで切り付けられてしまう（小説版では彼女ではなく家庭教師が刺された）。
影山 小与〈32〉
演 - 荻野目慶子
留加の母でバーを経営している。高校生の頃に留加を出産後、長年に渡り実家へ預けていたが、留加が小学校にあがる頃から同居を開始。留加に対して無理解な印象もあるが、母性は持ち合わせている。穏やかな印象の美人で、衛の亡くなった前妻(誠の実母)・幸江に似ている。留加が記憶障害を発症したことからバーを閉店。衛に別れを告げて、留加の世話の為に実家に戻った。

### 警視庁品川中央警察署
須藤 久
演 - 井川比佐志
衛や悩みを抱える森田に親身に接する温かみのある性格のベテラン刑事。坂元に対しても普段は叱ったり注意する事が多いが、森田にデートに誘うよう頼んだり、励ますために食事をおごろうとするなど気にかけている。誠が飛び降りた学校の屋上での現場検証から坂元と共に登場する。多忙ゆえに妻は家を出てしまい、現在は高校生の息子と2人暮らし。将来のことでケンカばかりしているが、心の底では息子のことを大切に思っている。後半に度々コインランドリーで森田と鉢合わせたことから、近所に住んでいると思われる。体罰の噂を耳にして以降は衛を宮崎殺しの容疑者としてマークし追跡し、一度は本人に真相を直接問いただすが、決定的な証拠がなく衛が実直な性格であることを考えて逮捕には踏み切れなかった。後に自首を約束した次の日の早朝に一旦逃亡されるも、新見を殺害しようとしたところを逮捕する。
坂元 憲吾
演 - 伊達昌平
須藤と共に衛を追う若手刑事。森田のことが気になっているお調子者で、須藤にどやされてばかりいる。高い場所が苦手。根は悪くないがデリカシーに欠けた部分があり、無神経、或いは空気の読めない言動で相手の怒りを買ったり、居眠りをして衛の逃亡を見逃す等、情けない面が目立つが、自殺を図った留加を助けたり、新見を殺そうとする衛に拳銃を向けるというシリアスな場面も描かれた。7年後、小学校教諭となった森田を巡回中に見かけ、声を掛けようとするも、須藤に止められる。

### その他
菱田 涼
演 - 吉村涼
誠の転校前の同級生で、ガールフレンド。誠から「太っている」とからかわれたことが元でテニスを始めた。誠と文通を続けていたが、彼の死を知り通夜に参列するため上京。帰郷する際に誠からのこれまでの手紙の束を衛に渡し、誠が一人で苦しんでいたことと、最後の手紙に「殺される」と書かれていたことを告げる。
瀬野 公一郎
演 - 夏夕介
小与の愛人で店の経営資金を出資している。それなりに心優しい性格で、留加に歩み寄ろうとするが、逆襲されてしまう。
家庭教師
演 - 谷村隆之
和彦の家庭教師。和彦の成績を上げる為とはいえ、時折プレッシャーになる言葉を言い放つことがある。
香西園子
演 - 日向明子
新見の姉。両親の死後、女手ひとつで弟を育てた。弟が婚約したとして森田に会い、挨拶をするが、弟の本性を見抜けないままだった。

## スタッフ
- 脚本：野島伸司
- 音楽：千住明
- 挿入歌：サイモン&ガーファンクル
  - 「冬の散歩道」（オープニング・エンディング）[2][注 13]
  - 「水曜の朝、午前3時」（エンディング）
  - 「明日に架ける橋」（エンディング）[3]
- プロデューサー：伊藤一尋
- 製作著作：TBS

## 劇中歌
第1話
「わたしの青い鳥」
作詞：阿久悠/作曲：中村泰士/原曲は1973年に桜田淳子が歌唱した。
小与のクラブで行われた商店街の店主たちの寄合いに衛が初参加し、周りに促されてカラオケで歌う。
「雨の居酒屋」
作詞：たきのえいじ/作曲：叶弦大/1992年に石原詢子が歌唱した。
中等部の主な教師たちが飲み会で訪れる、居酒屋の店内BGMとして流れる。
「犬のおまわりさん」
作詞：佐藤義美/作曲：大中恩/1960年頃に発表された童謡。
上記の飲み会の後、酔った状態の森田が新見におんぶされながらこの歌を歌う。
第3話
「好きになった人」
作詞：白鳥朝詠/作曲：市川昭介/原曲は1968年に都はるみが歌唱した。
職員室で教師たちが昼食を取る中、宮崎が電話で見合い相手から交際を断られたのを知った村田がこの歌を歌ってからかう。
「飾りじゃないのよ涙は」
作詞・作曲 ：井上陽水/原曲は1984年に中森明菜が歌唱した。
休日に遊びに出かけた誠と留加が2人組の女性と出会い、4人でカラオケに行ってそのうちの1人の女性が歌う。
第4話
「哀愁でいと (NEW YORK CITY NIGHTS)」
作詞・作曲：Andrew Joseph DiTaranto, Guy Hemric/原曲はレイフ・ギャレットの「New York City Nights」で、1980年に田原俊彦がカバーした。
夏美が夕食の準備をしながら歌う。
「傷だらけの人生」
作詞：藤田まさと/作曲：吉田正/原曲は1970年に鶴田浩二が歌唱した。
酒に酔って帰宅した衛が歌いながら店の入り口から入ってくる。
「みちのくひとり旅」
作詞：市場馨/作曲：三島大輔/原曲は1980年に山本譲二が歌唱した。
小与の店の男性客が、店内カラオケで歌う。
第5話
「心凍らせて」
作詞：荒木とよひさ/作曲：浜圭介/原曲は1992年に高山厳が歌唱した。
上記とは別の日に小与の店を訪れた衛が、店内カラオケで歌う。
「浪花節だよ人生は」
作詞：藤田まさと/作曲：四方章人/原曲は最初に小野由紀子が歌い、その後二代目木村友衛がカバー、1984年に細川たかしにカバーされた。
上記の直後に別の男性客が、店内カラオケで歌う。
第9話
「こころ酒」
作詞：三浦康照/作曲：山口ひろし/1992年に藤あや子が歌唱した。
衛が須藤に誘われて行った居酒屋の店内BGMとして流れる。

## 放送日程
| 各話                                                       | 放送日        | サブタイトル     | 演出       | 視聴率 |
| ---------------------------------------------------------- | ------------- | ---------------- | ---------- | ------ |
| 第1話                                                      | 1994年7月8日  | イジメの法則     | 吉田健     | 14.7%  |
| 第2話                                                      | 1994年7月15日 | 仮面の友達       | 吉田健     | 09.8%  |
| 第3話                                                      | 1994年7月22日 | 禁じられた少年愛 | 吉田秋生   | 13.0%  |
| 第4話                                                      | 1994年7月29日 | 引き裂かれた絆   | 吉田秋生   | 14.4%  |
| 第5話                                                      | 1994年8月5日  | 逃げない勇気     | 吉田健     | 16.3%  |
| 第6話                                                      | 1994年8月12日 | 最後の手紙       | 吉田健     | 20.3%  |
| 第7話                                                      | 1994年8月19日 | 父の復讐Ⅰ        | 金子与志一 | 21.7%  |
| 第8話                                                      | 1994年8月26日 | 父の復讐Ⅱ        | 吉田秋生   | 21.9%  |
| 第9話                                                      | 1994年9月2日  | 少年の亡霊       | 吉田秋生   | 23.5%  |
| 第10話                                                     | 1994年9月9日  | 残された標的     | 金子与志一 | 21.5%  |
| 第11話                                                     | 1994年9月16日 | 最後の対決       | 吉田健     | 24.6%  |
| 最終話                                                     | 1994年9月23日 | 明日に架ける橋   | 吉田健     | 28.9%  |
| 平均視聴率 19.2%（視聴率は関東地区・ビデオリサーチ社調べ） |               |                  |            |        |

- 他に、1994年12月にスペシャルとして 『人間・失格 完結編』 を三夜連続で放送。

## 受賞歴
- 第2回ザテレビジョンドラマアカデミー賞[4][5]
  - 最優秀作品賞
  - 助演女優賞（桜井幸子）
  - 新人俳優賞（堂本剛）
  - 脚本賞（野島伸司）
  - 監督賞（吉田健､吉田秋生､金子与志一）
- 第4回TV LIFE年間ドラマ大賞[6]
  - 作品賞（大賞）
  - 主演男優賞（赤井英和）
  - 助演女優賞（桜井幸子）
  - 脚本賞（野島伸司）

## 主要ロケ地
- 東京都大田区 - ドラマ中の生活圏
  - 新馬場駅 - 修和学園の最寄駅
  - 立会川商店街 - 衛のラーメン屋がある商店街
  - 蒲田本町 - 大場家の住所
  - 大森 - 留加の住所
- 和洋国府台女子中学校 - 修和学園の校舎

## 出演者のエピソード
- 斉藤洋介は生徒に対して執拗に体罰を加え続ける体育教師を演じたため、このドラマの後、悪人役のイメージが広まった。『家なき子』、『劇場版 家なき子』でも悪役を演じたが、『劇場版 家なき子』では主人公・相沢すずに鞭で暴行、孤児たちに虐待を加えたが、最後に改心し、すずを救う人物として描かれている。撮影合間のインタビューでは穏やかな口調で応えた。斉藤は自分の息子に対し、本作での自分の演技を通じ「暴力行為や虐待などを絶対に他人にしてはいけない」と教育していた。本作中でも、人には言えないお茶目な趣味を披露している[要出典]。
- 黒田勇樹は、”イジメられる立場の弱々しい少年が、これでもかという陰湿なイジメを率先するリーダー格へと変貌していく”という、当時の黒田の年齢（小学6年生）を考えても難しい役どころを演じた。「金で人間関係を操る」「イジメから助けてくれた恩人を逆にイジメる」「父親の権力を利用する」など徹底的に嫌な人物をリアルに演じたため、演技自体は高い評価を受ける一方で、その悪役イメージが強く広まってしまった。「ドラマ放映中に、視聴者からカミソリの入った手紙が郵送されてきた」と後に当人は語っている。また、当時通っていた学校でも級友に「お前、何だありゃ?」と言われたという[注 14]。
- 加勢大周は、写真が趣味の文化系人間の教師を演じた。ごく普通のファッションで登場し、またドラマの展開の鍵を握るクセの強い悪人役ということもあり、従来の爽やかなイメージが崩れた、と当時は話題になった。
- 堂本光一と堂本剛は、本ドラマ中でキスシーンを演じたが、リハーサルや撮り直し、スチル撮影を含めると10回以上キスをした、と後に語っている。
- エンディングでは衛と少年（善家尚史[注 15]）がキャッチボールをしているが、あれは現役時代の衛と幼少期の誠だったと赤井英和が語っている。

### 本作出演者の他作品での共演
この作品の出演者は他作品で共演することもあった。本項では今作出演者のうち3名以上が他作品で共演した作品を挙げる。なお、ここで挙げた作品のうち「家なき子」、「金田一少年の事件簿」以外は伊藤一尋がプロデューサーを担当している。太字はその作品のレギュラー出演者。
- 『高校教師（1993年版）』 - 桜井幸子、赤井英和、山下容莉枝が共演。桜井は舞台となる女子校の生徒で赤井は体育教師役。山下は今作同様教師役で桜井演じる二宮繭の担任で準レギュラー出演。
- 『家なき子』劇場版・「家なき子2」 … 斉藤洋介、堂本光一、中丸新将（劇場版のみ）小橋賢児（家なき子2のみ）が共演。堂本剛は「家なき子2」に金田一一役でゲスト出演（最終回）
- 『セカンド・チャンス』 - 赤井英和、堂本剛、黒田勇樹、奥村公延、山下容莉枝が共演。剛と黒田は三兄弟の長男と次男の設定。赤井は、その兄弟のシングルマザー（田中美佐子）が付き合う相手のシングルファーザーの設定。奥村は剛と黒田の祖父役で準レギュラー出演。山下は剛と黒田の弟（塙翔平）が通う幼稚園の園児の母親役でゲスト出演。
- 『金田一少年の事件簿』… 堂本剛、小橋賢児。小橋は第3話「オペラ座館殺人事件」で犯人役として出演。
- 『若葉のころ』 - 堂本剛、堂本光一、小橋賢児、斉藤洋介、奥村公延が共演。剛は、貧しい家庭で気丈に生きるが、周囲の環境に追い込まれていく少年の設定。光一は、そんな同級生の彼と友達になろうとするのだが、裕福な家庭に育ち悪意はないものの、どこか接し方が空回りしてしまう少年の設定。両名の配役上の境遇は、本ドラマに通じるものがあった。斉藤は、剛が入院する少年院の教官、小橋は、同じく少年院の生徒の設定。斉藤、小橋とも、本作品とは正反対に、剛に優しく接する人物として描かれた。斉藤、小橋は共に準レギュラーでの出演。奥村は光一演じる藤木甲斐が劇中終盤に勤務する印刷工場の主任役でゲスト出演。
- 『聖者の行進』 - 斉藤洋介、中丸新将、山崎一、奥村公延が共演。斉藤は知的障害者達が勤務する福祉施設の工場の工場長役で、今作とは打って変わり心優しい人物として描かれた。中丸はその工場に勤務する障害者の青年（いしだ壱成）の父親役で準レギュラー出演。山崎は劇中終盤の裁判での判事役でゲスト出演。奥村は本ドラマ同様校長の役で、主人公の理解者の一人で、ヒロインである音楽教師の勤務する高校の校長役として準レギュラー出演した。
- 『青の時代』 - 堂本剛、小橋賢児、斉藤洋介、反田孝幸が共演。剛と小橋は不良仲間。斉藤と3人は直接関わるシーンはないが剛演じる安積リュウの弁護士（上川隆也）の中学時代の教師としてゲスト出演している。剛と反田は鑑別院でのルームメイトでゲスト出演。反田と小橋は直接関与がない。

## 番組のエピソード

### イジメ問題
- 野島および伊藤は、本作品が社会派ドラマとなることを避けたと明言しており、イジメ自体はどの時代にもある普遍的な問題であるとした上で、人を死に追いつめる背景描写の一部として、イジメを使用した旨の発言を残している。一方で、放送終了と前後して、男子中学生がイジメの詳細内容を記載した遺書を残して自殺する事件（⇛愛知県西尾市中学生いじめ自殺事件）が発生し、それに連動してこのドラマも注目された。

### タイトル問題
- 番組開始時は太宰治の作品と全く同じ『人間失格』をタイトル名としていたが、太宰の遺族から抗議があったことから、第2話放送時より、タイトルを『人間・失格〜たとえばぼくが死んだら』と一部修正した。ドラマの内容そのものは野島のオリジナルストーリーであり、太宰作品とは全く異なるものである。とはいえ、本作の主人公の姓・大場は太宰の主人公の姓・大庭と同音であり、同作を連想させるものとなっている。なお、「たとえばぼくが死んだら」も森田童子の楽曲のタイトルと全く同じである。『高校教師』でも森田の楽曲を主題歌に採用している。

### その他
- みきとPのVOCALOID楽曲「少女レイ」は、本作をモチーフに制作されたとされている[7]。

## 関連商品
- 人間・失格-たとえばぼくが死んだら- DVD-BOX 販売：TBS 発売日：2002年4月25日 ASIN：B000063EF8